# 藤木義勝
藤木 義勝（ふじき よしかつ1964年1月20日‐）は、日本の俳優。富山県中新川郡上市町出身。血液型はA型。身長190cm、体重86kg。

## 人物
- 押井守の『ケルベロス・サーガ』シリーズ中、二作品に主演している。
- 2006年から08年までバンダイビジュアルのWEBマガジン『トルネードベース』内で、エッセイ「藤木義勝のMake my day!」を連載した。
- 映画『立喰師列伝』（監督 押井守）では出演のほか、パンフレットに作品の解説を書いている。
- 190センチの大男だが、草花や小鳥など小さなものを愛する一面を持つ。

## 出演

### 映画
- 仮面ライダー世界に駆ける（監督・小林義明） - ボスガン[1]
- ケルベロス-地獄の番犬（監督・押井守）
- トーキング・ヘッド（監督・押井守）
- 横浜ばっくれ隊（監督・中田信一郎）
- NOBODY（監督・大川俊道）
- 黒の天使 Vol.1（監督・石井隆）
- 人狼 JIN-ROH（原作、脚本・押井守 監督・沖浦啓之）アニメーション作品
- 立喰師列伝（監督・押井守）
- 実験体四十六號（監督・田渕寿雄）インディーズ作品。
- ASSAULT GIRLS（監督・押井守）
- 28 1/2 妄想の巨人（監督・押井守）
- THE NEXT GENERATION -パトレイバー-（監督・押井守）
- 血ぃともだち（監督・押井守）

### テレビドラマ
- 刑事貴族 第21話（日本テレビ） - 犯人の一人
- 仮面ライダーBLACK RX（TBS） - レギュラー（スーツアクター） 海兵隊長ボスガン
- 怪奇千夜一夜物語 第20話（TBS） - タカヒロ（主演）
- Sand Whale and Me （邦題 スナクジラと私 ）米・カートゥーンネットワーク(toonami）

### 舞台
- 鉄人28号（原作・横山光輝 演出、脚本・押井守）天王洲銀河劇場、シアタードラマシティ

### OV
- 人間凶器/愛と怒りのリング（監督・三池崇史）
- ガンズ・パワー（監修・納富貴久男）銃器紹介作品。デザートイーグル50AEを二丁拳銃で、バレットM82を腰だめで連射している（いずれも実銃、実弾使用）。

### OVA
- 機動警察パトレイバー 第13話

### WEBドラマ
- 探偵事務所5 2ndシーズン 第01話

### CM
- PS2『X-FIRE』